# Gustav Embden
Gustav Georg Embden (Hamburgo; 10 de noviembre de 1874 - Nasáu, 25 de julio de 1933) fue un bioquímico alemán, principalmente conocido por haber descrito junto a Otto Meyerhof el ciclo para el catabolismo de los carbohidratos conocido como «vía Meyervhof-Embden» y que por ser la más común, se utiliza en la práctica como sinónimo de glicólisis.

## Biografía

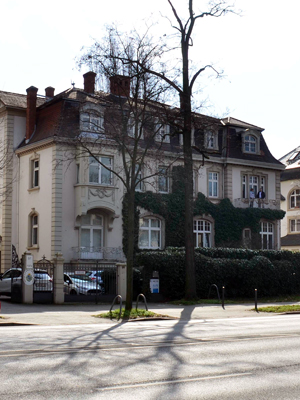
Casa en Kennedyallee N.º 99

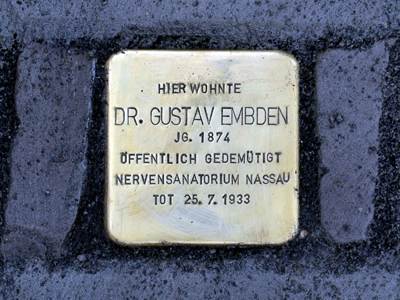
Stolperstein frente a la Kennedyallee N.º 99 para Gustav Georg Embden

Gustav Embden era sobrino nieto de Heinrich Heine. Su abuela, Charlotte Heine, quien tras su matrimonio con Markus Embden pasó a llamarse Charlotte Embden, era la hermana del famoso escritor alemán. Sus padres fueron el jurista, George Embden y Dehn Embden. Su hermano mayor Heinrich (1870-1941) también fue un médico destacado y se dedicó al área de la neurología.
Estudió en Friburgo, Estrasburgo, Múnich, Berlín y Zúrich. En 1904 asumió como director del laboratorio de química del hospital de la ciudad en Fráncfort del Meno (en el barrio de Sachsenhausen). Este laboratorio dio origen al surgimiento en 1914 del Instituto de Fisiología Vegetativa de la Universidad Johann Wolfgang Goethe. En este mismo año se fundó esta universidad y once años más tarde, entre 1925 y 1926,  Gustav Embden desempeñó aquí el máximo cargo académico, como rector de la Universidad de Fráncfort.
En su labor científica como investigador, se dedicó principalmente al estudio de los carbohidratos y al metabolismo muscular. Sus trabajos fueron fundamentales para la descripción de la diabetes mellitus.
En 1929 y en conjunto con Otto Meyerhof y Jakub Parnas explicó y describió el mecanismo de la glicólisis (la vía de Embden-Meyerhof).
En abril de 1933, fue humillado públicamente: Un grupo de estudiantes lo sacó por la fuerza desde su instituto obligándolo a pasearse por la ciudad portando un cartel en el que se leía: «Soy un judío». En junio del mismo año lo ingresaron al «sanatorio de los nervios» de Nassu. Allí murió el 25 de julio, según el certificado de defunción, la causa de muerte habría sido «depresión».
Con motivo del centenario de la Universidad Johann Wolfgang Goethe, el 17 de octubre de 2014 se colocó una Stolperstein dedicada a él en Fráncfort, frente al número 99 de la calle Kennedyallee.

## Obras
(Según catálogo de la Biblioteca Nacional Alemana))
- Über die neuere Entwicklung der Humoralphysiologie [Sobre los nuevos desarrollos en fisiología humana] Fráncfort del Meno. Werner u. Winter, 1925 (disponible en Leipzig)

- Handbuch der normalen und pathologischen Physiologie [Manual de fisiología normal y patológica] Berlín. Julius Springer